# Giải bóng đá hạng nhất quốc gia Bỉ 1959–60
Đây là thống kê của Giải bóng đá hạng nhất quốc gia Bỉ mùa giải 1959-60.

## Tổng quan
Giải có sự tham gia của 16 đội, và Lierse S.K. giành chức vô địch.

## Bảng xếp hạng
| XH | Đội | Tr | T | H | T | BT | BB | HS | Đ | Lên hay xuống hạng Bản mẫu:Fb cl Đội bóng 2Đ | 1960–61 European Cup Bản mẫu:Fb cl Đội bóng 2Đ | 01960–61 Inter-Cities Fairs Cup0 Bản mẫu:Fb cl Đội bóng 2Đ | 01960–61 Division II0 Bản mẫu:Fb cl Đội bóng 2Đ |

Nguồn: rsssf.com
Quy tắc xếp hạng: 1. Điểm; 2. Hiệu số bàn thắng; 3. Số bàn thắng.
(VĐ) = Vô địch; (XH) = Xuống hạng; (LH) = Lên hạng; (O) = Thắng trận Play-off; (A) = Lọt vào vòng sau. 
Chỉ được áp dụng khi mùa giải chưa kết thúc: 
(Q) = Lọt vào vòng đấu cụ thể của giải đấu đã nêu; (TQ) = Giành vé dự giải đấu, nhưng chưa tới vòng đấu đã nêu.